# Prionops plumatus
El prionopo crestiblanco (Prionops plumatus) es una especie de ave paseriforme en la familia Prionopidae, anteriormente asignado en la familia Malaconotidae.

## Distribución y hábitat
Se lo encuentra en Angola, Benín, Botsuana, Burkina Faso, Burundi, Camerún, República Centroafricana, Chad, República Democrática del Congo, Costa de Marfil, Eritrea, Etiopía, Gambia, Ghana, Guinea, Guinea-Bissau, Kenia, Malawi, Mali, Mauritania, Mozambique, Namibia, Niger, Nigeria, Ruanda, Senegal, Sierra Leona, Somalia, Sudáfrica, Sudán, Suazilandia, Tanzania, Togo, Uganda, Zambia, y Zimbabue.
Sus hábitats naturales son los bosques secos subtropicales o tropicales, la sabana seca, la sabana húmeda, y las zonas arbustivas secas subtropicales o tropicales.

## Comportamiento
Es un ave gregaria que se lo encuentra en pequeños grupos activos que se desplazan continuamente alimentándose a nivel del suelo o en los árboles. Parlotean con gran bullicio al desplazarse por el territorio.
- Wikimedia Commons alberga una galería multimedia sobre Prionops plumatus.